# Outremer

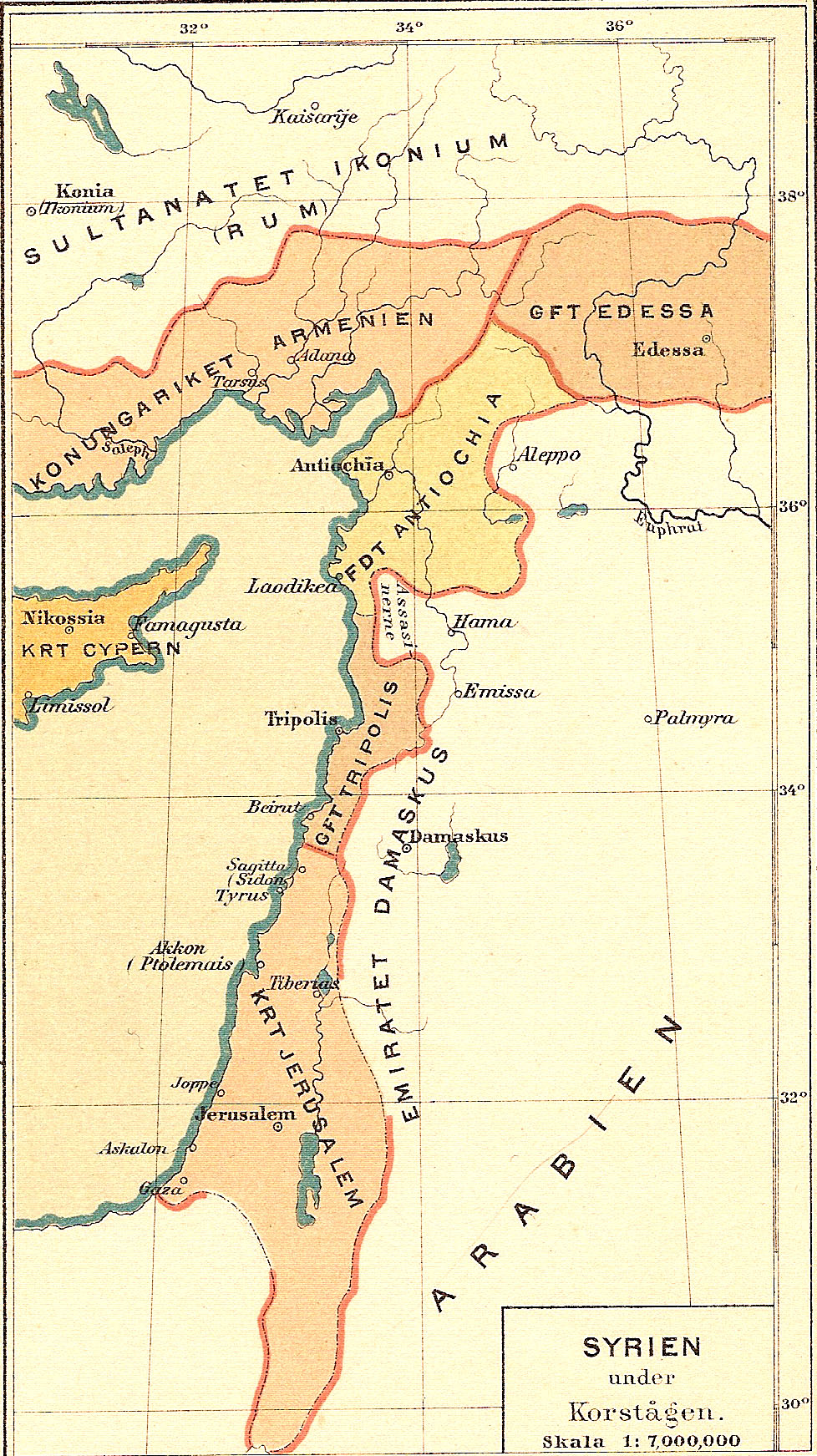
Historisk karta över Syrien under korstågen, det vill säga "Outremer".

Outremer, medeltida frankiska, betyder ordagrant bortom havet (jämför engelskans uttryck overseas). Outremer var det namn som allmänt gavs åt korsfararstaterna som upprättades efter det första korståget: grevskapet Edessa, furstendömet Antiokia, grevskapet Tripolis och i synnerhet kungadömet Jerusalem. Namnet användes ofta som en synonym för Levanten, Syrien eller Palestina, samt innefattade områden som idag är delar av Israel, Jordanien och Libanon.
Uttrycket kunde även användas för andra länder belägna "bortom haven". Kung Ludvig IV av Frankrike kallades Louis d'Outremer under sin uppväxttid i England.
Dagens moderna franska term outre-mer har samma innebörd som engelskans overseas och används framför allt om de franska trans-oceana departementen och territorierna (départements d'outre-mer och territoires d'outre-mer).